# Amunicja programowalna
Amunicja programowalna, amunicja typu ABM (Air Burst Munition), oraz typu AHEAD, która umożliwia uruchomienie zapalnika pocisku w trzech trybach: programowalny wybuch, punkt detonacji i punkt detonacji z opóźnieniem. 

## Budowa, działanie, programowanie
Pocisk posiada elektroniczny zapalnik który zostaje zaprogramowany przez łącze danych znajdujące się w zamku armaty oraz metalowej podstawie łuski zawierającej zapłonnik. Pocisk programowany jest najczęściej po załadowaniu naboju do armaty przez działonowego za pomocą systemu kierowania ogniem.
W niektórych systemach pocisk jest programowany podczas podawania do automatu armaty na podstawie parametrów statystycznych zawartych w komputerze artyleryjskim lub też przez pomiary prędkości poprzednich pocisków i parametry celu, zintegrowane z układem programowania zapalnika w układzie sterowania armatą (gun control unit – GCU) i pierścieniem w układzie podajnika. W związku z tym pocisk naboju powinien posiadać zdolność do programowo wymuszonej eksplozji w wyznaczonym punkcie w przestrzeni, eksplozji po uderzeniu w punkt lub eksplozji w punkcie ze zwłoką. Ponadto powinien posiadać zdolność do detonacji w czasie lotu po określonym czasie, odległości lub łącznie.

Przykładowy przekrój naboju programowalnego

Zapalnik pocisku można zaprogramować w trzech trybach: standardowym, gdzie detonacja następuje natychmiast po uderzeniu w cel, z opóźnieniem, gdzie pocisk najpierw przebija zewnętrzną osłonę i eksploduje wewnątrz np. lekkiego pojazdu opancerzonego lub w bunkrze. Ostatnim trybem jest detonacja przed lub nad celem i rażenie go odłamkami; za pomocą tego trybu można między innymi razić cele znajdując się za osłonami (np. piechotę kryjącą się w okopach), a także śmigłowce i nisko lecące samoloty oraz inne pojazdy, niszcząc np. ich elektrooptykę. 
Amunicja programowalna ma służyć głównie do niszczenia siły żywej na odkrytej przestrzeni lub pozostającej w ukryciu, a także wyposażenia i sprzętu bojowego, w tym pojazdów nieopancerzonych i lekko opancerzonych, wrażliwych elementów pojazdów pancernych (optyka, czujniki systemu kierowania ogniem itp.) oraz śmigłowców czy lekkich fortyfikacji polowych na odległościach ok. 3,5 km. Amunicja programowalna jest również istotna w zwalczaniu niewielkich celów powietrznych, takich jak BSL czy amunicja moździerzowa lub artyleryjska. Zastosowanie amunicji programowalnej pozwala na skuteczne rażenie danego celu mniejszą liczbą pocisków niż w wypadku użycia wyłącznie klasycznej amunicji. Na podstawie danych z detektora celu i komputerów prowadzenia ognia amunicja ta pozwala na precyzyjne programowanie czasu zadziałania zapalników i takie rozcalanie pocisków, które zwiększa prawdopodobieństwo trafienia celu.
Amunicja kalibru nawet 30-57 mm pozwala na zastosowanie układów elektroniki sterującej w zapalnikach, z niewielkimi ograniczeniami co do masy przenoszonego ładunku bojowego. Powoduje to nie tylko wzrost precyzji takiej amunicji, ale daje zupełnie nowe możliwości w zwalczaniu różnych celów. Nowoczesne zapalniki programowalne dają wozom bojowym kilku- lub nawet kilkunastokrotny wzrost skuteczności w walce z wrogimi systemami uzbrojenia, w tym powietrznymi.
Amunicja typu AHEAD
Jest to typ artyleryjskiej amunicji przeciwlotniczej, przeznaczonej do zwalczania latających obiektów małogabarytowych. Charakteryzuje się tym, że dolatując do zaprogramowanego nastawami zapalnika pocisku punktu na torze lotu, uwalnia znajdujące się w nim podpociski, które tworzą rozprzestrzeniającą się chmurę, mogącą niszczyć zwalczany cel. Dzięki zwiększeniu powierzchni ataku wzrasta równocześnie prawdopodobieństwo spotkania celu z podpociskiem lub ich grupą.  
Proces rozcalania pocisku może zostać zrealizowany poprzez:
- gwałtowne rozerwanie skorupy zewnętrznej pocisku i uwolnienie wszystkich podpocisków w tym samym momencie;
- oddzielenie określonej części skorupy pocisku i następnie wyrzucenie podpocisków z pozostałej części w sposób zaprogramowany[5].

Amunicja AHEAD nadaje się do niszczenia samolotów i śmigłowców bojowych na małych wysokościach, małych bezpilotowych aparatów latających, rakiet typu Cruise, kierowanych rakiet manewrujących oraz pocisków powietrze-ziemia, w tym pocisków przeciwradiolokacyjnych. Jest skuteczna do niszczenia wszystkiego, co ma na pokładzie tzw. inteligencję, którą można uszkodzić podpociskiem wolframowym, uszkodzającym bloki elektroniki lub optoelektroniki.

## Polski system programowania pocisków
Polski producent PIT-RADWAR we współpracy z Mesko zastosował skuteczniejszy, lecz równocześnie najbardziej złożony system programowania amunicji, w którym pocisk programowany jest bezkontaktowo podczas opuszczania lufy.  
System zawiera urządzenie wylotowe armaty z układem pomiarowo-programującym, wyspecjalizowany komputer do ustalania prędkości wylotowej pocisku i programowania pocisku, który integruje dodatkowo informacje na temat rodzaju załadowanego pocisku, temperatury ładunku miotającego i odległości do celu, następnie wypracowuje trajektorię strzału i tryb działania zapalnika, współpracując z systemem kierowania ogniem działa. Dzięki temu np. cele typu BSL mogą być niszczone pojedynczym strzałem.
Amunicja programowalna jest skuteczna w stosunkowo szerokiej, choć określonej gamie celów, nie tylko powietrznych, ale także naziemnych i nawodnych. Do tej grupy należy zaliczyć też cele lekko opancerzone, gdyż podpociski amunicji rozcalanej mają zdolność penetrowania tego typu opancerzenia.
Do użycia amunicji programowalnej dostosowane są m.in. nowe polskie wieże ZSSW-30.